# Волково (Грчка)
Волково (грч. Χρυσοκέφαλος, Хрисокефалос) је насељено место у општини Зрново у периферији Источна Македонија и Тракија, Грчка. Према попису из 2021. године било је 108 становника.
Према бугарском географу и историчару, Василу Канчову, у Волкову је 1900. године живело 550 Словена муслимана и 60 Рома. Године 1923. муслиманско становништво је принудно исељено у Турску а на њихово место је насељена 131 грчка избегличка породица, којих је на попису из 1928. године било 592.